# Stephania Haralabidis
Stephania Haralabidis o Stephanie Haralabidis (Atenas, Grecia, 19 de mayo de 1995) es una waterpolista olímpica de origen griego que compite por Estados Unidos  campeona olímpica en Tokio 2020), campeona mundial en 2019, y campeona en los Juegos Panamericanos de 2019.

## Palmarés internacional
| Juegos Olímpicos               | Juegos Olímpicos         | Juegos Olímpicos | Juegos Olímpicos |
| Año                            | Lugar                    | Medalla          |                  |
| ------------------------------ | ------------------------ | ---------------- | ---------------- |
| 2021                           | Tokio ( Japón)           | Medalla de oro   |                  |
| Campeonato Mundial de Natación |                          |                  |                  |
| 2019                           | Gwangju ( Corea del Sur) | Medalla de oro   |                  |
| Juegos Panamericanos           |                          |                  |                  |
| Año                            | Lugar                    | Medalla          |                  |
| 2019                           | Lima ( Perú)             | Medalla de oro   |                  |